# Megahercio

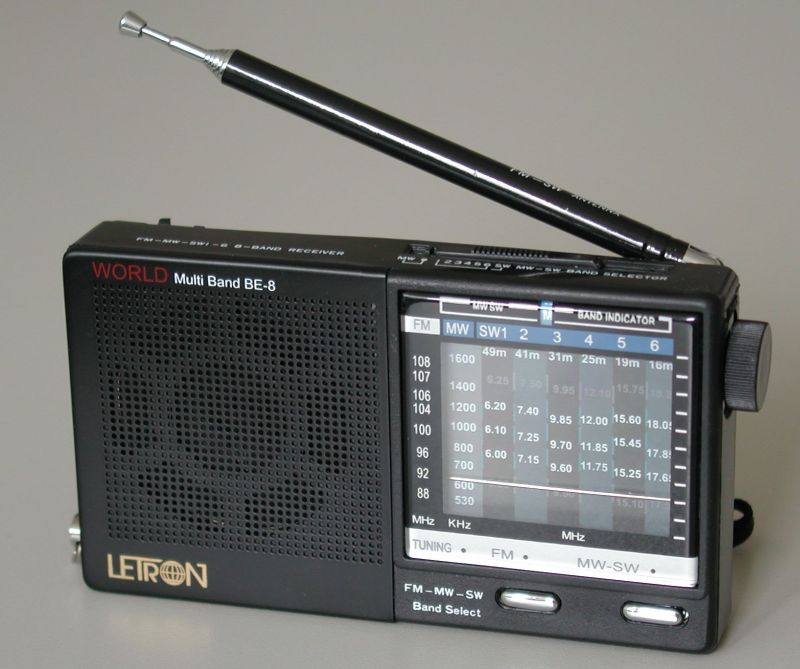
Un receptor de radio portátil multibanda.

Un megahercio (MHz) es una unidad de medida de la frecuencia, equivale a 106 hercios (1 millón). Se utiliza muy frecuentemente como unidad de medida de la frecuencia de trabajo de un dispositivo de algo, o bien como medida de ondas.
| Submúltiplos                                    | Submúltiplos | Submúltiplos |         | Múltiplos | Múltiplos    | Múltiplos |
| Valor                                           | Símbolo      | Nombre       | Valor   | Símbolo   | Nombre       |           |
| 10−1 Hz                                         | dHz          | decihercio   | 101 Hz  | daHz      | decahercio   |           |
| 10−2 Hz                                         | cHz          | centihercio  | 102 Hz  | hHz       | hectohercio  |           |
| 10−3 Hz                                         | mHz          | milihercio   | 103 Hz  | kHz       | kilohercio   |           |
| 10−6 Hz                                         | µHz          | microhercio  | 106 Hz  | MHz       | megahercio   |           |
| 10−9 Hz                                         | nHz          | nanohercio   | 109 Hz  | GHz       | gigahercio   |           |
| 10−12 Hz                                        | pHz          | picohercio   | 1012 Hz | THz       | terahercio   |           |
| 10−15 Hz                                        | fHz          | femtohercio  | 1015 Hz | PHz       | petahercio   |           |
| 10−18 Hz                                        | aHz          | attohercio   | 1018 Hz | EHz       | exahercio    |           |
| 10−21 Hz                                        | zHz          | zeptohercio  | 1021 Hz | ZHz       | zettahercio  |           |
| 10−24 Hz                                        | yHz          | yoctohercio  | 1024 Hz | YHz       | yottahercio  |           |
| 10−27 Hz                                        | rHz          | rontohercio  | 1027 Hz | RHz       | ronnahercio  |           |
| 10−30 Hz                                        | qHz          | quectohercio | 1030 Hz | QHz       | quettahercio |           |
| Los prefijos más comunes se señalan en negrita. |              |              |         |           |              |           |

Esta unidad del Sistema Internacional es nombrada así en honor a Heinrich Rudolf Hertz. En las unidades del SI cuyo nombre proviene del nombre propio de una persona, la primera letra del símbolo se escribe con mayúscula (Hz), en tanto que su nombre siempre empieza con una letra minúscula (hercio), salvo en el caso de que inicie una frase o un título.
Basado en The International System of Units, sección 5.2.

## Megahercios en informática
Se utilizó mucho en este campo (sobre todo entre los años 1974 y 2000) para referirse a la velocidad de procesamiento de un microprocesador, ya que la velocidad de reloj estaba en ese orden de magnitud. Sin embargo ya ocurría que el rendimiento de un MOS 6502 a 1 MHz era muy similar, incluso a veces superior, al de un Zilog Z80A a 4 MHz, y viceversa no siempre.
El triunfo del compatible IBM PC hizo que Intel y sus competidores en los procesadores x86 se lanzaran a una carrera por el procesador más rápido, que llegó a su límite con el Pentium IV a 3800 MHz. Recordemos que cada hercio es un ciclo por segundo, lo que significa que un procesador a 3800 MHz viene realizando tres mil ochocientos millones de operaciones por segundo que bien pueden ser suma, resta, multiplicación o división, pero actualmente es más común que se exprese en Gigahercios como 3,8 GHz dado que es su más cercano múltiplo superior. La desventaja de operar a esa frecuencia es el calentamiento del procesador, y por tanto una menor vida útil del mismo debido al encarecimiento y el desgaste continuo de la estructura interna del procesador.
Este aumento de velocidades por parte del trabajo del microprocesador ha llevado a una práctica denominada overclocking consistente en forzar manualmente las frecuencias de serie del procesador, incrementando los valores del multiplicador del microprocesador o del FSB a través de una serie de configuraciones. Se han llegado a registrar frecuencias superiores a los 9 GHz mediante refrigeración forzada por nitrógeno líquido. En teoría, el límite físico del silicio, como material actual de integración ronda los 10 GHz aunque este sistema ya está quedando obsoleto por la salida de nuevos cpus.
Otras componentes, como la memoria RAM o la VRAM y la unidad de procesamiento gráfico también operan a diferentes frecuencias, habitualmente también del orden de megahercios, aunque estas especificaciones técnicas eran menos anunciadas por los vendedores de ordenadores que la frecuencia del microprocesador, por su menor gancho comercial.
Ya AMD había comenzado a utilizar número que no indicaban la frecuencia del procesador, sino su rendimiento comparado, y los Power Macintosh con procesadores más lentos batían tranquilamente en rendimiento a PCs com micros tres veces más rápidos. No obstante, el panorama cambió con el lanzamiento del AMD Athlon 64, con rendimiento muy superior al del Pentium IV pese a su menor velocidad, que forzó a Intel a responder integrando varios núcleos (curiosamente evoluciones de su anterior arquitectura Pentium III a la mitad de la velocidad punta del Pentium IV) en un mismo microprocesador. Ambos factores combinados hacen que hoy en día se viva una carrera de los núcleos donde se publicita el número de núcleos incluidos en la CPU sin detallar si son gráficos o generales, soslayando muchas veces la información sobre la velocidad.

### Mito del megahercio
Un error común, llamado habitualmente el «mito del megahercio» es que afirma que  un microprocesador será más rápido que otro si su frecuencia es mayor; sin embargo, esto no es necesariamente cierto. Habría que tener en cuenta más parámetros para conocer el rendimiento que se aprovecha de cada ciclo.
Así, por ejemplo, hay una clase de computadores de arquitectura CISC, que se caracterizan por tener un conjunto de instrucciones más complejas que las de arquitectura RISC. Las instrucciones RISC se realizan en promedio más rápido, pero las CISC son más elaboradas. Funcionando a menor frecuencia, un CISC podría ser más eficiente.
Dentro de un mismo tipo de arquitectura (por ejemplo, comparando dos procesadores x86 a una misma frecuencia, la forma de disponer los transistores, su litografía, sus elementos, sus unidades, es decir su estructura interna, así como sus instrucciones, tendrá mucha más repercusión en el rendimiento todavía que la frecuencia de reloj. A modo comparativo, un procesador de 2001 mononúcleo a 2 GHz no se le podría comparar a la eficiencia de un procesador multinúcleo del 2011 a 2 GHz. Algo parecido ocurre con los procesadores gráficos.
Lo más adecuado para medir con seguridad el rendimiento es realizar un banco de pruebas o benchmark.